# سیارک ۱۷۹۷
سیارک ۱۷۹۷ (به انگلیسی: 1797 Schaumasse، نامگذاری:1936VH) هزار و هفتصد و نود و هفتمین سیارک کشف شده‌است که در ۱۵ نوامبر ۱۹۳۶ و در نیس کشف شد.
قدر مطلق سیارک برابر ۱۲٫۳۰ است.